# Сури орао
Сури или златни орао (лат. Aquila chrysaetos), једна је од највећих птица грабљивица.

## Физичке особине
Величина одраслих сурих орлова може бити различита. Јединке неких од највећих подврста сурих орлова могу бити врло велике. Већина врста су дуге између 66 и 100 cm са распоном крила између 150 и 240 cm. Маса је између 2,5 и 6,7 килограма. Међутим, примијећени су неки примјерци у дивљини који су нешто већи, до чак 9 килограма и дужине од 102 cm. Као и код многих других дневних грабљивица, и код сурих орлова женке су крупније од мужјака.
Боја перја може бити црнкастосмеђа и тамносмеђа, са златном бојом на задњем дијелу главе и врату, по чему је и добио име. На горњим дијеловима крила постоји нешто свјетлија површина. Младунци доста личе на одрасле јединке, али имају бијели реп и бијеле флеке у близини ножног зглоба који полако нестаје сваким митарењем и на крају, у петој години, потпуно нестаје.
Женка може да достигне масу и до 6 kg а мужјаци до 4 kg. Живи на различитим мјестима, највише на планинским масивима без густе вегетације. Животни век златног орла може да буде и до 50 година.

## Исхрана
Храни са зечевима, мишевима, мрмотима, кунама, лисицама и корњачама, али често и са стрвинама. Могу јести и друге птице, а некад и стоку, попут јагњади и јарића. Током зиме имају проблема са проналажењем хране, те могу јести и стрвину да би се прехранили. Када нема ни тога, покушаће напасти сове, соколове и ждере. Постоје записи по којима су јели чак и јастребове и буљине.
Имају врло добар вид и могу спазити плијен са великих удаљености. Имају чак 8 пута већу оштрину вида од људи. Канџе користе за убијање и ношење плијена, а кљун само за једење. Обично имају подјелу рада током лова — један сури орао тјера и наводи плијен према другом који чека у засједи.

## Размножавање
Сури орлови обично остају са истим партнером током цијелог живота. Граде по неколико гнијезда широм своје територије и користе их по неколико година. Гнијезда се састоје од гранчица, и одозго су напуњена травом кад се користе. Старија гнијезда могу бити велика и до два метра у пречнику и 1 метар у висину пошто их орлови сваки пут поправљају кад им нешто фали и тако их током времена кроз употребу увећавају. Ако је гнијездо смјештено на дрвету, гране некад под тежином могу да попусте тако да се гнијездо сруши. Разне друге дивље животиње малог раста, који су тако мали да обично не интересују ову велику грабљивицу, могу користити њихова гнијезда као склониште. Они који би их заправо могли јести су управо занимљиви плијен за сурог орла и зато избјегавају њихова активна гнијезда.
Женке легу два црна јајета између јануара и септембра (у зависности од мјеста у којем живе). Лежање на јајима почиње практично одмах пошто се снесе прво јаје, и пилићи се обично лијегу послије 45 дана. Потпуно су бијели и родитељи их хране око 55 дана прије него што могу да покушају са својим првим летом и ловом. Обично преживи само старије младунче, док прво умре прије него што икад напусти гнијездо. Разлог томе је што старије младунче више нарасте и избори се за више хране у гнијезду. Ово је корисно за врсту јер тако родитељи успијевају да донесу довољно хране а млађе пиле је „резерва“ у случају да старије угине убрзо након што се излијеже. Родитељи улажу много труда у одгајање младих. Ако ови преживе неколико година, велика је вјероватноћа да ће доживјети старост. Међутим, међу тек излеженим пилићима смртност је велика, те велики број њих угине у првих неколико седмица.

## Подврсте и њихова распрострањеност
Данас постоји шест подврста сурог орла који се нешто разликују у величини и боји перја. Могу се наћи у различитим дијеловима свијета:
- (1758) – Евроазија осим Пиринејског полуострва, ка истоку до западног Сибира.
- (1758) – Сјеверна Америка.
- (1888) - Од јужног Казахстана ка истоку до Манџурије и југозападне Кине; Индија и Пакистан.
- (1888) – Пиринејско полуострво и сјеверна Африка, ка истоку до Турске и Ирана.
- (1888) – Јапан и Кореја.
- (1888) – Источни Сибир, од Алтаја до Камчатке. Обично се убраја у Aquila chrysaetos canadensis.

Велики сури орлови из средњег плеистоцена са подручја данашње Француске се називају палео-подврстом Aquila chrysaetos bonifacti, а крупни примјерци из касног плеистоцена са подручја данашњег Критa, из пећине Лико, носе назив Aquila chrysaetos simurgh.

## Соколарство
Сури орлови се могу дресирати за соколарство.. У Казахстану, Киргистану, западној Монголији и Кини, Казаси и Киргизи још увијек користе суре орлове за лов на лисице и вукове.

## Угроженост
Сури орлови су раније живјели у умјереним климатима Европе, сјеверној Азији, Сјеверној Америци, сјеверној Африци и Јапану. У већини предјела у којим живи ова птица живи у планинским областима, али је раније живјела и у равницама и шумама. Посљедњих година почела је поново да се размножава у низијама, нпр. у Шведској и Данској.
У централној Европи се њихов број знатно смањио и сада их има само на Апенинском полуострву, Алпима и Карпатима. У Великој Британији их, по прегледу из 2007. године, има 240 парова од чега је већина у брдима Шкотске, а од 1969. до 2004. године су се парили у дистрикту Инглиш Лејк. Још увијек се могу видјети како прелијећу планине Шкотске али се постепено враћају у сјеверну Енглеску.
У Ирској, гдје је ова врста изумрла од лова од 1912. године, има покушаја да се поново уведе ова врста птица. Четрдесет и шест јединки је пуштено у дивљим предјелима националног парка Гленвег, у округу Донегал, од 2001. до 2006. године, од чега су најмање три женке угинуле. Намјерава се пустити укупно 60 птица, да би се осигурало ширење популације. У априлу 2007. године тако се излегло прво младунче у Ирској у посљедњих скоро 100 година. Претходни покушаји да се сури орлови размножавају у националном парку Гленвег су били пропали.
У Сјеверној Америци ситуација није тако тешка али ипак постоји значајно смањење броја. Главну пријетњу представља уништавање њиховог природног окружења, због чега су неки сури орлови у 19. вијеку већ напустили своја станишта. У 20. вијеку пријетњу су представљала тровања тешким металима и органохлоридима али је овај проблем ријешен законским одредбама о загађивању природне средине.
Сужена станишта и недостатак хране данас представљају главни проблем за ову врсту. Судари са електричним водовима су чести од 20. вијека. На свјетском нивоу сури орлови се не сматрају угроженим углавном због већег броја јединки у Азији и Америци.